# Eðvaldsson
Eðvaldsson ist ein isländischer Name.

## Bedeutung
Der Name ist ein Patronym und bedeutet Sohn des Eðvald. Die weibliche Entsprechung ist Eðvaldsdóttir (Tochter des Eðvald).

## Namensträger
- Atli Eðvaldsson (1957–2019), isländischer Fußballspieler
- Jóhannes Eðvaldsson (1950–2021), isländischer Fußballspieler
- Jón Halldór Eðvaldsson (* 1975), isländischer Basketballtrainer